# Elapomorphus quinquelineatus
Elapomorphus quinquelineatus — вид змій родини полозових (Colubridae). Ендемік Бразилії.

## Поширення і екологія
Elapomorphus quinquelineatus мешкають на південному сході Бразилії, від штату Санта-Катаріна до Еспіріту-Санту і Мінас-Жерайса. Вони живуть у вологих рівнинних атлантичних лісах. Ведуть наземний спосіб життя, активні як вдень, так і вночі. Живляться амфісбенами і черв'ягами.